# 清木康
清木 康（きよき やすし、- ）は、工学者、工学博士。慶應義塾大学環境情報学部教授、情報処理学会フェロー。
専門分野は、マルチメディア・データベース、感性データベース、マルチデータベースシステム、意味的連想検索。

## 略歴
- 1978年 慶應義塾大学工学部電気工学科卒業 （相磯秀夫研究室[1]）
- 1983年 慶應義塾大学大学院工学研究科博士課程修了[2]
- 1983年 日本電信電話公社武蔵野電気通信研究所入所
- 1984年 筑波大学電子・情報工学系講師就任
- 1988年 筑波大学電子・情報工学系助教授就任
- 1990年4月-1991年2月 カリフォルニア大学アーバイン校、テキサス大学オースティン校 （文部省在外研究員）
- 1996年 慶應義塾大学環境情報学部助教授 兼 大学院政策・メディア研究科委員就任
- 1998年 慶應義塾大学環境情報学部教授 兼 大学院政策・メディア研究科委員就任
- 1999年 情報処理学会データベースシステム研究会主査就任 （～2003年）
- 1999年 情報処理学会論文誌データベース共同編集委員長就任 （～2003年）
- 2003年 INFORMATION MODELLING AND KNOWLEDGE BASES (IOS Press) 編集委員長就任
- 2005年3月2日 情報処理学会フェロー認証[3]
- 2015年10月1日 慶應義塾大学大学院政策・メディア研究科委員長就任[4]（～2017年）

## 主な著作
- Y. Kiyoki, K. Kato and T. Masuda, A relational database machine based on functional programming concepts, Proceedings of 1986 ACM-IEEE Computer Society Fall Joint Computer Conference, pp.969-978, Nov. 1986.

## 産学連携等
- 2007年 大日本印刷 - デジタルコンテンツの感性的な特徴を分析し、その内容にあった書体を自動的に選択するシステムの研究および基本システムの開発